# Colurella sulcata
Colurella sulcata är en hjuldjursart som först beskrevs av Soili Kristina Stenroos 1898.  Colurella sulcata ingår i släktet Colurella och familjen Lepadellidae. Inga underarter finns listade i Catalogue of Life.